# 並列ランダムアクセス機械
並列ランダムアクセス機械（へいれつランダムアクセスきかい、英: Parallel Random Access Machine, PRAM）は、並列コンピューティングに適用可能なアルゴリズムを設計するための抽象機械である。同期や通信といった細かな部分を省き、並行性をいかに引き出すかに集中することが可能となる。フリンの分類によれば、PRAM は MIMD 型コンピュータに相当する。

## 種類
同期式PRAMでは、複数のCPUが同時並行的に共有メモリ上の同じ位置にアクセスする可能性がある。PRAMモデルにはいくつかの種類があり、それらの違いは主にそのような同じ位置への同時アクセスを許すか禁止するかである。さらにアクセスには「読み取り」と「書き込み」があるので、以下のような4種類に分類される。
1. 排他的読み取り/排他的書き込み（Exclusive Read Exclusive Write、EREW） - 各メモリセルはある時点では1つのプロセッサだけが読み書きできる。
2. 並行的読み取り/排他的書き込み（Conccurrent Read Exclusive Write、CREW） - 読み取りは同時に行えるが、書き込みは一度に1つのプロセッサのみである。
3. 排他的読み取り/並行的書き込み（Exclusive Read Conccurrent Write、ERCW） - 考慮されない。
4. 並行的読み取り/並行的書き込み（Conccurrent Read Conccurrent Write、CRCW） - 複数のプロセッサが自由に読み書きできる。
  - Common CRCW - プロセッサ群が同じ値を同時に書き込むのはOKだが、そうでない場合は不正な操作となる。
  - Arbitrary CRCW - 同時に書き込もうとしたうちの1つだけが成功し、他は失敗する（どれが成功するかは不明）。
  - Priority CRCW - 優先順位によって書き込みが成功するプロセッサが決められる。

問題から並列性を引き出し、分割して並行的にそれを解くことを可能にするアルゴリズムの発見に役立つ。

## 実装
CPU と DRAM の組み合わせでは、DRAM が同時アクセスできないため、これらのアルゴリズムを実現できないが、ハードウェアとして実装したり、FPGAで内蔵メモリ(SRAM)に対して読み書きすると、CRCWになる。

## コード例
これは、わずか2クロックで配列の最大値の値を探す SystemVerilog の例。1クロック目で全ての配列の要素の組み合わせの比較を行い、2クロック目でその結果をマージしている。メモリは Common CRCW で、m[i] <= 1 と maxNo <= data[i] は同時に書き込まれている。アルゴリズムが同じメモリには同じ値を書き込むことを保証しているので問題ない。このプログラムは FPGA 上で実行できる。
```
module
 
FindMax
 
#(
parameter
 
int
 
len
 
=
 
8
)

                
(
input
 
bit
 
clock
,
 
resetN
,
 
input
 
bit
[
7
:
0
]
 
data
[
len
],
 
output
 
bit
[
7
:
0
]
 
maxNo
);

    
typedef
 
enum
 
bit
[
1
:
0
]
 
{
COMPARE
,
 
MERGE
,
 
DONE
}
 
State
;

                    

    
State
 
state
;

    
bit
 
m
[
len
];

    
int
 
i
,
 
j
;

    

    
always_ff
 
@(
posedge
 
clock
,
 
negedge
 
resetN
)
 
begin

        
if
 
(
!
resetN
)
 
begin

            
for
 
(
i
 
=
 
0
;
 
i
 
<
 
len
;
 
i
++
)
 
m
[
i
]
 
<=
 
0
;

            
state
 
<=
 
COMPARE
;

        
end
 
else
 
begin

            
case
 
(
state
)

                
COMPARE:
 
begin

                    
for
 
(
i
 
=
 
0
;
 
i
 
<
 
len
;
 
i
++
)
 
begin

                        
for
 
(
j
 
=
 
0
;
 
j
 
<
 
len
;
 
j
++
)
 
begin

                            
if
 
(
data
[
i
]
 
<
 
data
[
j
])
 
m
[
i
]
 
<=
 
1
;

                        
end

                    
end

                    
state
 
<=
 
MERGE
;

                
end

                

                
MERGE:
 
begin

                    
for
 
(
i
 
=
 
0
;
 
i
 
<
 
len
;
 
i
++
)
 
begin

                        
if
 
(
m
[
i
]
 
==
 
0
)
 
maxNo
 
<=
 
data
[
i
];

                    
end

                    
state
 
<=
 
DONE
;

                
end

            
endcase

        
end

    
end

endmodule

```